# Auckland International 1995
Die Auckland International 1995 im Badminton fanden Mitte August 1995 statt.

## Die Sieger und Platzierten
| Disziplin    | Gold                          | Silber                                | Bronze                               |
| ------------ | ----------------------------- | ------------------------------------- | ------------------------------------ |
| Herreneinzel | Nick Hall                     | Murray Hocking                        | Jarrod King                          |
| Herreneinzel | Nick Hall                     | Murray Hocking                        | Brent Chapman                        |
| Dameneinzel  | Rhona Robertson               | Lisa Campbell                         | Julie Still                          |
| Dameneinzel  | Rhona Robertson               | Lisa Campbell                         | Sara Runesten-Petersen               |
| Herrendoppel | Peter Blackburn Paul Staight  | Dean Galt Glenn Stewart               | Nick Hall Grant Walker               |
| Herrendoppel | Peter Blackburn Paul Staight  | Dean Galt Glenn Stewart               | Ian Coldstream Anton Gargiulo        |
| Damendoppel  | Tammy Jenkins Rhona Robertson | Sara Runesten-Petersen Lianne Shirley | Kirstie Campbell Gillian Wordsworth  |
| Damendoppel  | Tammy Jenkins Rhona Robertson | Sara Runesten-Petersen Lianne Shirley | Amanda Carter Nicole Gordon          |
| Mixed        | Paul Stevenson Amanda Hardy   | Grant Walker Tammy Jenkins            | Glenn Stewart Sara Runesten-Petersen |
| Mixed        | Paul Stevenson Amanda Hardy   | Grant Walker Tammy Jenkins            | Murray Hocking Lisa Campbell         |